# Concours Jean-Pierre-Rampal
Le Concours de flûte Jean-Pierre-Rampal est un concours international de flûte organisé par la Ville de Paris en hommage au flûtiste français Jean-Pierre Rampal. La première édition a eu lieu en 1980.

## Vainqueurs du concours
- 1er Concours de flûte Jean-Pierre-Rampal (1980)
  - 1er grand prix de la Ville de Paris : Shigenori Kudo ( Japon)
  - 2e grand prix : Jean-Loup Grégoire ( France)
  - 3e prix : Marya Martin (en) ( États-Unis)
  - 4e prix : Michael Parloff ( États-Unis)
  - 5e prix : Diane Frossard ( France)

- 2e Concours de flûte Jean-Pierre-Rampal (1983)
  - 1er grand prix de la Ville de Paris : Yumiko Sakuma ( Japon)
  - 2e grand prix : Motoaki Kato ( Japon)
  - 3e prix : Alison Mitchell ( Australie)
  - 4e prix : Sophie Cherrier ( France)
  - 5e prix : Keiko Nagayama ( Japon)

- 3e Concours de flûte Jean-Pierre-Rampal (1987)

Président : Jean-Pierre Rampal (France)
- - 1er grand prix de la Ville de Paris : Philippe Bernold ( France)
  - 2e grand prix : Samuel Coles ( Royaume-Uni)
  - 3e prix : Eric Kirchhoff ( France)
  - 4e prix : Jacques Libouban ( France)
  - 5e prix : Jacques Zoon ( Pays-Bas)

- 4e concours de flûte Jean-Pierre-Rampal (1993)

Président : Jean-Pierre Rampal (France)
- - 1er grand Prix de la Ville de Paris : Bruno Grossi ( Suisse)
  - 2e grand prix : Mathieu Dufour (en) ( France)
  - 3e prix :
  - 4e prix : Andrea Lieberknecht ( Allemagne)
  - Prix spécial du jury : Davide Formisano (de) ( Italie)

- 5e Concours de flûte Jean-Pierre-Rampal (1998)

Président : Jean-Pierre Rampal (France)
- - 1er grand prix de la Ville de Paris : non décerné
  - 2e grand prix ex aequo : Kazunori Seo ( Japon), Rozália Szabó ( Hongrie)
  - 4e prix : Gaspar Hoyos ( Colombie)
  - Prix du meilleur espoir : Katalin Kramarics ( Hongrie)

- 6e Concours de flûte Jean-Pierre-Rampal (2001)

Président : Maxence Larrieu (France)
- - 1er grand prix de la Ville de Paris : non décerné
  - 2e grand prix : non décerné
  - 3e prix : Magali Mosnier (de) ( France)
  - 4e prix : Ayako Takagi ( Japon)
  - Prix du meilleur espoir : Hyun-Joo Lee ( Corée du Sud)

- 7e Concours de flûte Jean-Pierre-Rampal (2005)

Président : Philippe Pierlot (France)
- - 1er grand prix de la Ville de Paris : Clément Dufour ( France)
  - 2e grand prix : Denis Bouriakov ( Russie)
  - 3e prix : Ayako Takagi ( Japon)
  - 4e prix : Birgit Ramsl ( Autriche)
  - Prix du meilleur espoir : Megan Emigh ( États-Unis)

- 8e Concours de flûte Jean-Pierre-Rampal (2008)

Président : Philippe Bernold (France)
- - 1er grand Prix de la Ville de Paris : Seiya Ueno ( Japon)
  - 2e prix - Prix de l'Académie des Beaux Arts : Łukasz Długosz (pl) ( Pologne)
  - 3e prix : Jocelyn Aubrun ( France)
  - 4e prix : Megan Emigh ( États-Unis)
  - Prix du jeune soliste : Ji Hoon Shin ( Corée du Sud)